# 173-я стрелковая дивизия (1-го формирования)
173-я стрелковая дивизия 1-го формирования (173 сд) — воинское соединение Вооружённых Сил СССР, принимавшее участие в Великой Отечественной войне.
Боевой период — с 22 июня по 19 сентября 1941 года.

## История
Дивизия была сформирована в августе 1940 года на Украине.
Перед началом Великой Отечественной войны в июне 1941 года входила в 8-й стрелковый корпус 26-й армии Киевского Особого военного округа и дислоцировалась на Западной Украине, прикрывая границу с Венгрией. С началом боевых действий была включена в состав Юго-Западного фронта. На 22 июня 1941 года в ней насчитывалось 7177 бойцов, на её вооружении состояло 7848 винтовок, 3727 самозарядных винтовок, 300 пистолетов-пулемётов, 427 ручных пулемётов, 213 станковых пулемётов, 54 45-мм и 35 76-мм орудий, 24 122-мм гаубицы, 135 миномётов. В распоряжении дивизии имелось 251 автомашина, 50 тракторов и 3338 лошадей.
Противник в течение 27-29 июня направил свои главные усилия для глубокого вклинивания мотомеханизированных соединений на новоград-волынском направлении, стремясь отрезать главную группировку Юго-Западного фронта от линии восточных укреплённых районов. К утру 1 июля 26-й армии было приказано отойти на рубеж Борщов — Журавно и занять там оборону. 173 сд, оборонявшаяся в это время рубеж Бродки — Демня, начали отход. 2 июля остатки её 378-го и 490-го стрелковых полков к исходу дня сосредоточивались в районе Тэофилувка — Слобода Злота — Чатки.
7 июля 8 ск получил новую задачу — отойти на новый оборонительный рубеж Храбузин — Ладыги — Бабин — Старая Синява с подчинением ему гарнизона Остропольского укреплённого района на этом участке. Армия продолжила отход на восток, опережаемая мобильными частями немцев, рвущихся к Бердичеву. 10 июля части армии заняли оборону на рубеже Острополь — Летичев. 173 сд совместно с 99 сд отбивали атаки противника, пытавшегося в районе Губина — Ладыги прорваться в направлении Острополя и Харьковцев.
12 июля дивизия оставила Острополь и вела бой в районе Юзефовки. На следующий день части 8-го ск под натиском немцев продолжили отход на юго-восток. По состоянию на 15 июля дивизия имела 5477 бойцов, на её вооружении состояло 2 танка и 80 орудий. Из транспорта у неё осталось лишь 2009 лошадей и 97 автомашин.
16 июля 173 сд, переданной уже в состав 6-й армии, был дан приказ отойти в резерв в район Леонардовки и Эразмовки, а 18 июля выступить к Манчину, Левковке и Овсяникам с задачей прикрывать от механизированных групп противника дорогу от Погребище и Белиловки.
20 июля 6-я армия начала отступление на промежуточный рубеж Скибинцы Лесные — Борщаговка — Курьянцы — Погребище — Очеретно. 173 сд, подчинённая 16-му механизированному корпусу, продвигалась в направлении Курьянцев, ведя бои с мехчастями противника в Павловке, ст. Рось и Гончице.
Ночью 2 августа армия, сдерживая наступление противника, отошла на оборонительный рубеж западная окраина Вишнополя — Свинарка — Коржевый Кут — Островец — Полонистое. Все дороги в тылу были перерезаны противником, и 6-я армия вместе с 12-й армией оказалась в полном окружении, попав в Уманский котёл. При ликвидации котла дивизия была уничтожена, её командир С. В. Верзин, чтобы не попасть в плен, 9 августа 1941 года застрелился.
173 сд была расформирована 19 сентября 1941 года как погибшая.

## Боевой состав
- 378-й стрелковый полк
- 490-й стрелковый полк
- 567-й стрелковый полк
- 352-й артиллерийский полк
- 728-й гаубичный артиллерийский полк
- 252-й отдельный истребительно-противотанковый дивизион
- 507-й отдельный зенитный артиллерийский дивизион
- 179-й разведывательный батальон
- 220-й сапёрный батальон
- 204-й отдельный батальон связи
- 282-й медико-санитарный батальон
- 71-я отдельная рота химзащиты
- 64-й автотранспортный батальон
- 158-я полевая хлебопекарня
- 71-й прачечный отряд
- 122-я полевая почтовая станция
- 120-я полевая касса Госбанка[4]

## Подчинение
| На дату    | Фронт              | Армия      | Корпус                |
| ---------- | ------------------ | ---------- | --------------------- |
| 22.06.1941 | Юго-Западный фронт | 26-я армия | 8-й стрелковый корпус |
| 01.07.1941 | Юго-Западный фронт | 26-я армия | 8-й стрелковый корпус |
| 12.07.1941 | Юго-Западный фронт | 12-я армия | 8-й стрелковый корпус |
| 01.08.1941 | Южный фронт        | 6-я армия  |                       |

## Командиры
- Верзин Сергей Владимирович (16.07.1940-09.08.1941), генерал-майор.